# The Comedians
The Comedians (bra: Os Farsantes; prt: Os Comediantes) é um filme franco-estadunidense de 1967, do gênero drama histórico, dirigido por Peter Glenville para a MGM, com roteiro de Graham Greene baseado em seu romance homônimo. 
A história se passa no Haiti durante o governo ditatorial de Papa Doc Duvalier, mas as filmagens ocorreram na República do Daomé (atual Benim).
O papel de Elizabeth Taylor foi originalmente oferecido a Sophia Loren.

## Elenco
- Richard Burton...Brown
- Elizabeth Taylor...Martha Pineda
- Alec Guinness...Major H.O. Jones
- Peter Ustinov...Embaixador Manuel Pineda
- Paul Ford...Smith
- Lillian Gish...Sra. Smith
- George Stanford Brown...Henri Philipot
- Roscoe Lee Browne...Petit Pierre
- Gloris Foster...Sra. Philipot
- James Earl Jones...Dr. Magiot
- Zakes Mokae...Michel
- Douta Seck...Joseph
- Raymond St. Jacques...Capitão Concasseur
- Cicely Tyson...Marie Therese
- Robin Langford...Angelito Pineda
- Dennis Alaba Peters...César

## Sinopse
Um navio chega a Porto Príncipe, Haiti, transportando quatro passageiros: Major H. O. Jones, um empresário britânico com um convite do governo; o casal de anciões norte-americanos Senhor e Senhora Smith que pretendem investir num complexo educacional e nutricionista vegetariano para os nativos, e o cínico hoteleiro Brown, que retorna dos Estados Unidos após fracassar em vender seu hotel que recebera de herança materna. Na chegada, o Major Jones é feito prisioneiro pelo Capitão Concasseur, brutal comandante dos Tonton Macoute, pois a autoridade com quem o negociante iria se encontrar fora deposta e aprisionada. Logo após a chegada, Brown vai para um encontro clandestino com a amante alemã Martha Pineda, esposa do embaixador uruguaio Manuel. Brown e o Senhor Smith vão visitar o major na prisão e logo depois ele é solto, descobrindo-se que oferecera armas para o novo governo de Papa Doc. Na embaixada, o hoteleiro encontra o médico Dr. Magiot e o pintor Henri Philipot, ambos haitianos e que conspiram para uma revolução armada contra o governo. Eles querem que Brown convença o major a liderar os rebeldes na guerrilha mas este avisa que o militar inglês estava em negócios com o governo do ditador. O sócio de Jones o trai e o major se torna foragido, então Brown o encontra e lhe fala sobre o plano dos rebeldes.

## Premiações

### Globo de Ouro
- Indicação para melhor atriz coadjuvante (Lillian Gish)[carece de fontes?]

### National Board of Review of Motion Pictures
- Paul Ford venceu como "melhor ator coadjuvante"[carece de fontes?]

### Kansas City Film Critics Circle Award
- Alec Guinness empatou com Robert Shaw em A Man for All Seasons para o prêmio de 1968 como "melhor ator coadjuvante"[carece de fontes?]